# Paul Wartelle
Paul Wartelle (9 gennaio 1892 – 7 dicembre 1974) è stato un ginnasta francese.

## Palmarès

### Olimpiadi
- 1 medaglia:
  - 1 bronzo (Anversa 1920 nel concorso a squadre)